# Жалдхака
Жалдхака — міжнародна річка яка є притокою річки Джарла.

## Опис
Річка протікає через Бутан, Індію та Бангладеш. Довжина річки 186-192 кілометри, басейн річки 3958 км². Річка починається у Гімалаях на кордоні між Сіккім і Бутаном, у місці злиття трьох потоків. Річка утворює державний кордон між Індією та Бутаном. Протікає через Бутан у Західний Бенгал, у річку впадає річка Мурті та ще кілька інших річок, перетинає кордон з Бангладешем і впадає у річку Джарла яка потім впаде у річку Брахмапутра.